# I giorni dell'ira
I giorni dell'ira è un film del 1967, diretto da Tonino Valerii, con protagonisti Lee Van Cleef e Giuliano Gemma, per la prima volta insieme.

## Trama
Nella piccola cittadina di Clifton non si spara da tempo immemore. In questo scorcio di città, il giovane Scott, che sogna di diventare un grande pistolero, è un povero latrinista figlio di una defunta prostituta e di padre ignoto, preso in giro ed evitato da tutti per le sue origini familiari oltre che per il suo umile e malsano lavoro; l'unico a portargli un po' di rispetto è Murph Allan, un anziano stalliere.
Presto in città giunge uno straniero con l'aria da duro chiamato Frank Talby. La prima persona con cui l'uomo ha a che fare è proprio il giovane orfano: sotto suo ordine, Scott riceverà un dollaro se andrà a posargli il cavallo alla stalla di Murph. 
Di fronte all'offerta di denaro, il ragazzo non si rifiuta, ma prima di salutarlo il pistolero chiede all'altro come si chiami e scoprendo che egli non ha un vero cognome gli consiglia di utilizzare quello della madre divenendo così Scott Mary. Subito dopo aver posato il cavallo, il ragazzo raggiunge il suo cliente nel saloon dove quest'ultimo si è fermato a bere, ma Abel Murray, il proprietario del locale, inizialmente si rifiuta di servire un whisky offerto dal pistolero a Scott perché il giovane sta contaminando il luogo con la sua presenza. Nel saloon si scatena allora uno scontro tra lo straniero e un certo Perkins, dove il primo spara due colpi al petto del secondo.

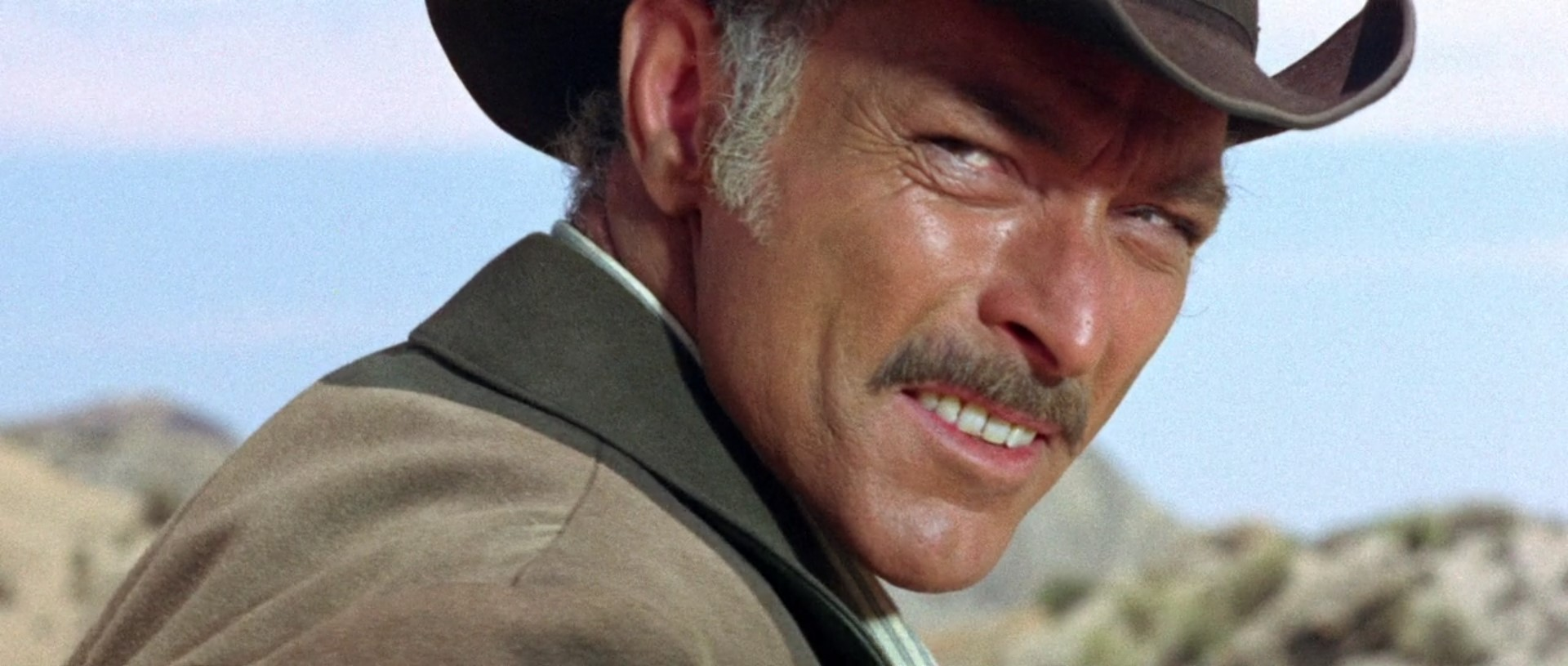
Frank Talby (Lee Van Cleef)

Talby quindi viene processato dal giudice Cutchell e da questi assolto per legittima difesa. Murray decide di vendicarsi picchiando il ragazzo a sangue nell'aula di tribunale dopo che il magistrato se n'è andato e davanti allo sceriffo, che giudica positivo per il giovane il trattamento che sta subendo. Riuscito a sfuggire alle mani del suo assalitore per l'intervento del suo amico stalliere Murph, Scott, in groppa a un mulo di nome Sartana, tenta di raggiungere lo straniero, ormai già lontano dalla città. L'uomo decide allora di andare a Bowie, una piccola cittadina dove deve sbrigare alcune faccende lasciate in sospeso, questa volta accompagnato dal fedele Scott Mary.
Sotto richiesta del giovane, Talby inizia ad impartire a questi alcune lezioni per diventare un abile pistolero. Dopo aver ucciso un uomo che aveva cercato di raggirarlo e aver impartito le prime otto lezioni a Scott Mary, Frank Talby torna a Clifton: l'uomo ucciso, infatti, aveva compiuto un fallito assalto a un treno con la complicità di alcuni dei più rispettabili abitanti della città che al contrario si erano arricchiti. Talby torna allora per compiere la vendetta per conto dell'uomo, ma in città lo aspettano gli uomini dell'avventore ucciso.
Dopo questo duello, in cui tre degli scagnozzi muoiono e due rimangono feriti, Talby e Scott Mary rimangono i padroni della città, la quale diverrà pero ben presto troppo grande per entrambi. Arriva in città per giunta un mercenario, pronto a uccidere Talby, ma questi a sua volta lo uccide. Il consiglio cittadino nota che Talby va contro le leggi, ma nel suo andare contro le leggi sembra invece rimanere entro precisi limiti: per esempio, Talby brucia il saloon della città per costruirne uno suo, ma poco prima di fare ciò imbroglia il proprietario facendogli firmare un foglio secondo cui lui stesso ha autorizzato Talby. Il sindaco ed il banchiere chiamano allora Scott Mary per fargli uccidere Talby; il ragazzo rifiuta, ma è combattuto, perché se da un lato c'è Murph Allan il saggio, dall'altro Talby, cui deve molte cose, quindi il ragazzo evita di stare da una parte e dall'altra. Giunto Talby, questi uccide il banchiere, il sindaco e il vecchio sceriffo, e Murph Allan viene promosso sceriffo vietando alla gente di maneggiare le armi.
Scott spera di non dover andare mai contro il suo maestro e giura che se mai Talby gli farà del male egli andrà contro il suo insegnante stesso. Al momento meno opportuno, in cui i sentimenti di Scott si oppongono alla brutalità insegnatagli da Talby, quest'ultimo uccide Murph Allan, il nuovo sceriffo, che si era messo in mezzo a lui e un affare importante. Sconvolto dalla morte di una delle poche persone che gli volevano bene, Scott decide allora di mettersi contro Talby.
Il duello finale vede Frank Talby e Scott Mary scontrarsi: quest'ultimo vince, sparando con la sua Colt 45 modificata tenendo la pistola per la canna con la mano sinistra, un trucco per avere l'equilibrio perfetto. Poiché il colpo che lo ha preso non è mortale, Talby chiede a Scott di lasciarlo vivere, ma quest'ultimo gli ricorda la quinta lezione: "Quando spari a un uomo devi ucciderlo, o prima o poi lui ucciderà te".
Scott adesso potrebbe diventare il padrone assoluto della città, ma, consapevole che questo lo renderebbe uguale a Talby, butta via la pistola, rinunciando così alla via della violenza.

## Colonna sonora
La colonna sonora originale del film fu composta da Riz Ortolani e diretta dall'autore. Fu pubblicata nel 1967 da RCA.
1. I giorni dell'ira
2. Senza pietà
3. Una notte serena
4. L'arma del killer
5. Fino all'ultimo colpo
6. I giorni dell'ira (#2)
7. Fino all'ultimo colpo (#2)
8. Violenza, odio
9. Una notte serena (#2)
10. Un uomo forte
11. Fino all'ultimo colpo (#3)